# Teletica
Teletica (conocido como Canal 7) es un canal de televisión abierta costarricense operado por la empresa Televisora de Costa Rica S.A. Creado en 1958, su primera transmisión ocurrió el 9 de mayo de 1960, siendo así la televisora más antigua de Costa Rica.
Su sede corporativa, estudios y oficinas informativas se encuentran localizados en La Sabana, en una cuadra entera ubicada al costado oeste del Estadio Nacional, en la ciudad capital San José.
Canal 7 es el principal producto de la compañía, que también aglomera otro canal abierto XperTV, dos canales deportivos; TD+ y TD+2 y una estación de radio FM Teletica Radio 91.5. y una emisora online Teletica Classics
Desde el 29 de febrero de 2020, Teletica presta su equipo para las transmisiones de la Primera División de Costa Rica en exclusiva para televisión por cable mediante la plataforma FUTV.

## Historia del canal

### Inicios
A principios de octubre de 1958, se firmó el acuerdo que dio origen a Teletica. El entonces presidente de la República, Mario Echandi, tomó varias concesiones y obtuvo una licencia de la televisión pública. René Picado Esquivel (:.), un empresario local y Carlos Manuel Reyes, ingeniero electrónico, fueron los primeros en implantar el nuevo sistema de comunicación a nivel nacional. Picado invitó a cadenas estadounidenses, tales como NBC, CBS, ABC, y la inglesa BBC a sumarse al proyecto. La única interesada fue la American Broadcasting Company, la cual pagó su parte accionaria con equipo y consultoría. En sus inicios, Canal 7 utilizaba artefactos de segunda mano que la empresa estadounidense desechaba en su canal de Chicago.
Antes de Teletica existió una televisora experimental, financiada por Rodolfo Jiménez Roig, del ingeniero Carlos Manuel Reyes Zamora y Alvaro Dorado Romero, que se llamó Televitica que obtuvo al frecuencia de canal 8, frecuencia que nunca salió al aire, solo trabajó en circuito cerrado. Luego, después de 2 años de pruebas, surge Canal 7, fue el 6 de mayo de 1960, que se inauguró las emisiones de Televisora de Costa Rica Ltda. Iniciando la expansión de las frecuencias en las 7 provincias de Costa Rica, llegando casi a varios lugares fronterizos de Nicaragua y Panamá.
En el mismo año se crearía el primer noticiario de Costa Rica, llamado La Palabra de Costa Rica, este solo permaneció un mes al aire, luego nació Telenoticias. En 1965, Teletica retransmitió la visita del entonces Presidente estadounidense, John F. Kennedy. En 1963, se instaló la primera unidad móvil de televisión, que pudo ampliar los programas informativos en vivo desde fuera de las instalaciones. Para 1965, Teletica se convirtió en sociedad anónima. En 1969, el canal transmitió la llegada el hombre a la luna. 
A partir de los años 1967 y finales de los 70, Teletica estrenó varios programas originales y producciones extranjeras en materia cultural, informativa, educativa y entretenimiento. Su mascota era un tren, esto a raíz de que las antiguas instalaciones de la televisora se encontraban a un lado de la línea ferroviaria, en el barrio Cristo Rey de San José, y este aún se usa para la identificación del canal en la actualidad.
En 1969, el Q:.H:. René Picado Esquivel falleció, ocupando la Presidencia Ejecutiva su esposa, doña Olga Cozza de Picado. 
Entre 1974 y 1979, las películas de 16 mm fueron sustituidos por cintas en videocassette. 
Con la llegada de la estación pública Canal 13, perteneciente al Sistema Nacional de Radio y Televisión, Teletica aceptó los bienes públicos de televisión pero todos los programas producidos fueron financiados en el sector privado. Así, el gobierno del presidente Daniel Oduber hizo mayor la participación de Teletica, de modo que toda la programación podía ser de original y los programas financiados por el sector privado y público.

### Años 1975 Televisión a color
Con la llegada de la televisión en color en 1976, Teletica aumenta una programación de 10 horas y media de transmisión a 20 horas y media de emisión para completar la parrilla de programación y se aplica el sistema de sonido en estéreo. En 1987 se instala el sistema de Teletexto. 
Los años 1987 significaron la consolidación del liderazgo del canal en cuanto a audiencias, mientras que la competencia era inestable. En 1995, ingresa a la Organización de Televisión Iberoamericana (a su vez, forma parte a la Unión Europea de Radiodifusión).

### Años 2000
Durante la llegada del siglo XXI, una alianza de las radio difusoras públicas de América y Europa, trae nuevos equipos tecnológicos de punta. Además, se une alianzas con TVE de España, BBC del Reino Unido, PBS de Estados Unidos, TCS de El Salvador, VTV de Venezuela, Red de Cultura de Brasil y otras emisoras públicas, para poner una alianza estratégica con Teletica (Que hoy son afiliación de Trece Costa Rica Televisión excepto la TCS de El Salvador). 
En el 2007 Teletica inaugura un nuevo estudio para Telenoticias, ubicado en el primer piso de su edificio principal, siendo este bastante más espacioso que el anterior, que se ubicaba en el cuarto piso. En el mismo año, se inicia la división productora Teletica Formatos, destinada a adaptar y producir formatos internacionales. Con el estreno de su nuevo estudio Marco Picado, realiza la producción del formato internacional, Bailando por un Sueño. En 2008, Teletica decide producir el formato de TVE, Cantando por un Sueño. Al finalizar el mismo año produce la segunda temporada de Bailando por un Sueño.
En el 2009 se hace un cambio en los realitys shows. Teletica produce los formatos propios Nace una Estrella y Studio 7. Desde entonces se empiezan a producir programas estelares como ¿Quién Quiere ser Millonario? En ese mismo año, se estrena un nuevo canal llamado XperTV 33, destinado a programas de menor calibre.

### Años 2010-presente

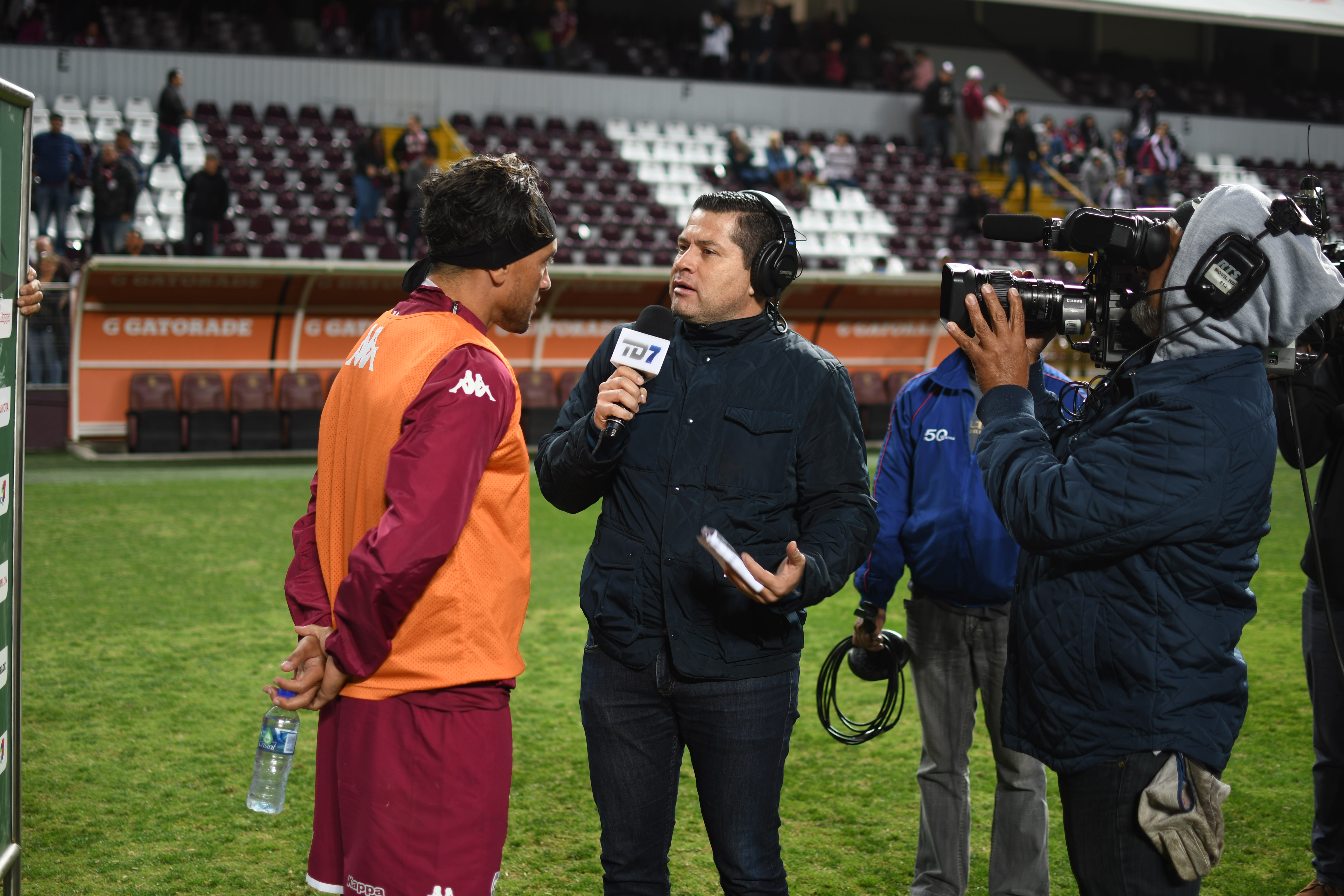
Gustavo López entrevista a Christian Bolaños en el Estadio Saprissa

El 15 de mayo de 2010, Teletica ofreció en alta definición la final del Campeonato Nacional de Fútbol entre los equipos del Deportivo Saprissa y Asociación Deportiva San Carlos. Esta fue su primera transmisión fuera de estudio en HD, conmemorando los 50 años atrás con la primera transmisión en vivo fuera del estudio.
En 2007 se filma la primera teleserie en alta definición de nombre La Cualquiera. La serie originalmente de 5 capítulos de 45 minutos, fue cortada a 4 para su exhibición en televisión. Esta se estrenó en horario estelar del en julio de 2013 en la franja de las 9:00 p. m..
El 15 de junio de 2016, se crea el canal deportivo TD+, exclusivo de su empresa de televisión por cable Cabletica. Este canal, con independencia editorial y de producción tiene su sede en el edificio de Cabletica, en el costado sureste del complejo de instalaciones de Teletica.
El 24 de agosto de 2015, se estrena la primera temporada de Dancing with the Stars, versión costarricense del formato original británico. Tiene, hasta la fecha, 6 temporadas.
El 14 de abril de 2015, se estrena la primera temporada de Tu Cara me Suena, versión costarricense del formato original español. Tiene, hasta la fecha, 5 temporadas.
En 2016, se anuncia la realización de los formatos MasterChef y Calle 7, aunque poco después se aplazó indefinidamente la producción de ambos espacios.
El 24 de abril de 2017, Teletica alquila la frecuencia de radio 91.5 FM, que lanza con el nombre comercial Teletica Radio. Esta ofrece una programación enfocada en conversación y entrevistas, dejando la programación musical únicamente para relleno de tiempo vacío. En ese mismo año, se lanza un segundo canal deportivo exclusivo de Cabletica, TD+ 2.
Para el año 2018, Teletica adquirió de forma exclusiva los derechos de transmisión de la Copa Mundial de Fútbol de 2018 para televisión abierta, cable, streaming vía Wifi y radio. Estos últimos fueron revendidos a Radio Columbia.
En mayo de 2020, Teletica cumplió 60 años de transmisión. Para celebrarlo, realizó un especial con varios artistas.

## Programación

### Programas nacionales
- Telenoticias  (1960-presente)
- 7 Días (1997-presente)
- Estado Nacional (2020-presente)
- Buen Día  (1998-presente)
- Sábado Feliz  (2000-presente)
- De boca en boca (2016-presente)
- Qué buena tarde (2017-presente)
- 7 estrellas (1999-presente)
- Los Legionarios (2016-2018)
- Calle 7 (2022-2024)
- Calle 7 Informativo (2022-presente)

### Deportivos
- Resumen deportivo TD7
- Primera División de Costa Rica (1 partido por jornada)
- Liga de Naciones de la Concacaf
- Copa América
- Amistosos y partidos oficiales de la selección de fútbol de Costa Rica
- Copa Mundial de Clubes de la FIFA
- Estadio Teletica
- Primera División Femenina de Costa Rica (Un partido por jornada)

### Reality shows
- Tu cara me suena (2015-2017) (2019-2021) (2024)
- Nace una estrella (2009-2012) (2021-)
- ¿Quién quiere ser millonario? (2003-2006) (2021-)
- Dancing with the Stars (2014-2019) (2022-)
- Force Masters: The Challenge (2023)
- El Chinamo (2000-)
- Bailando por un sueño (2007-2010)
- Cantando por un sueño (2008)
- Spelling Bee (2023)
- Mira quién baila (2024-)
- La rueda de la fortuna (2001-2011) (2020-2023)
- Studio 7 (2009)
- Recreo Grande (1976-2000)
- Trato Hecho (2012-2014)
- Minuto para ganar (2011)
- Ojo con la pared (2012-2013)
- A toda máquina (2011-2012)
- El gran juego ATM (2013)
- El último pasajero (2015)

### Series originales que fueron producidas por Teletica
- Cuentos de hadas modernos (1993-1998)
- De Locos (2003-2007)
- El show de la Media Docena (2005-2018, 2021-2022)
- La pensión (1999-2021)
- La Media Docena Retro (2020)
- Maikol Yordan: La miniserie (2021)
- Maikol Yordan: La Serie (2021-presente)
- Los Enredos de Juan Vainas (2018-presente)
- Simplemente Elvirilla (2025-presente)
- Morgan: La Serie (2023-2024)
- Caras Vemos (1999-2003) (2019) (2023-presente)
- Juanka ido del Cielo (2019-2020) (2023-presente)
- A Gallo Tapado (2018)
- Los Vargas (2021-2023)
- La Ofi (2021-2022)
- Juntos y Revueltos (2022)
- San Buenaventura (1993-1996)
- Agua Dulce (1991)

### Series extranjeras
- El cuerpo del deseo
- Pasión de Gavilanes
- Elif
- El inútil
- La hija del mariachi
- La reina del sur
- Yo soy betty la fea
- CSI Miami
- FBI
- Hawai 5.0
- Chicago Fire
- 9-1-1
- Luis Miguel: la serie
- Los Munsters
- Los Picapiedra
- Super Agente 86
- Mi bella genio
- MacGyver
- Doctor Milagro
- Grey's Anatomy
- Station 19

## Logotipos

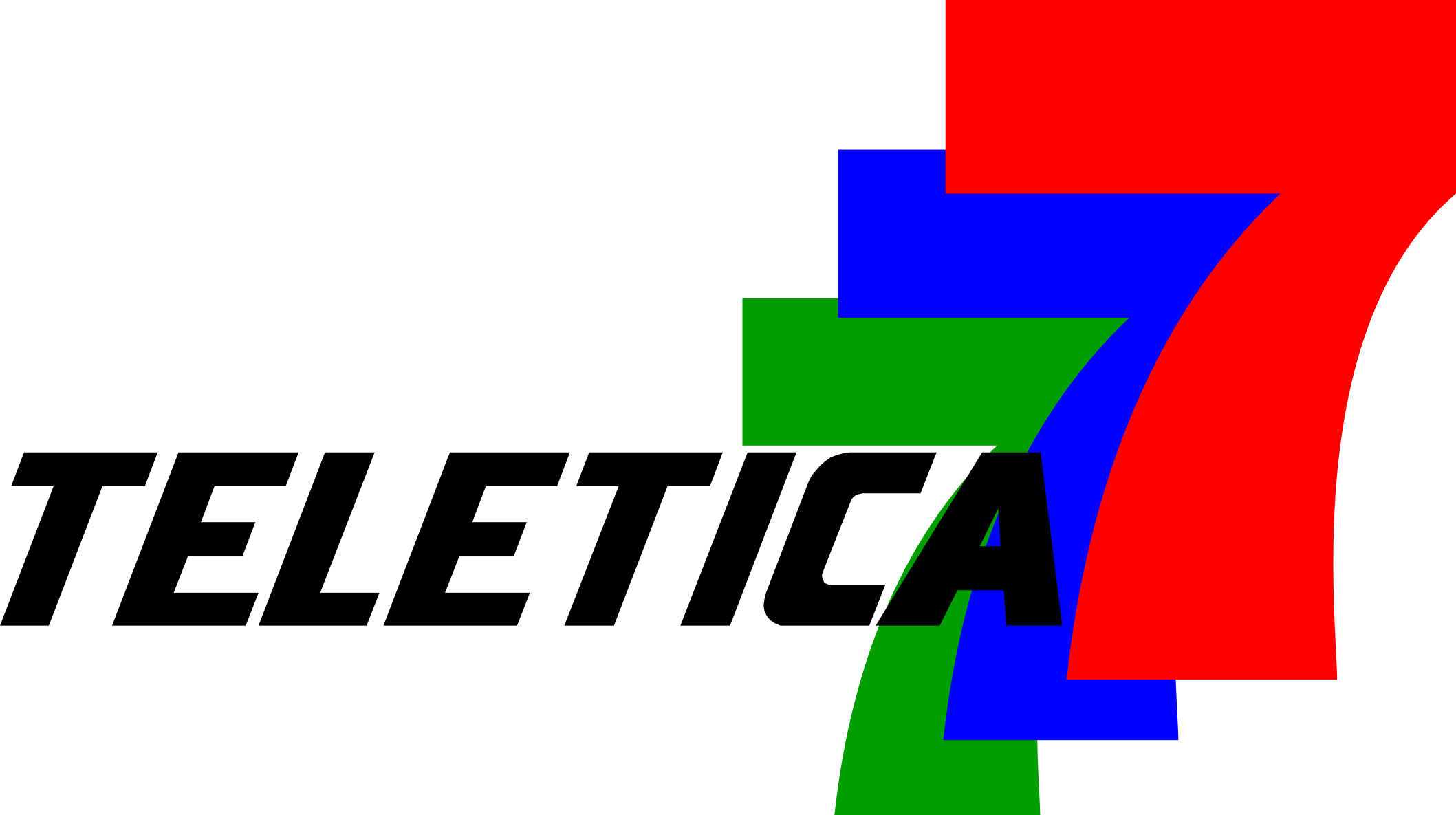
1982-2003 (Teletica es la primera televisora en el pais en transmitir a color y sus colores simbolizan los colores primarios de la luz)
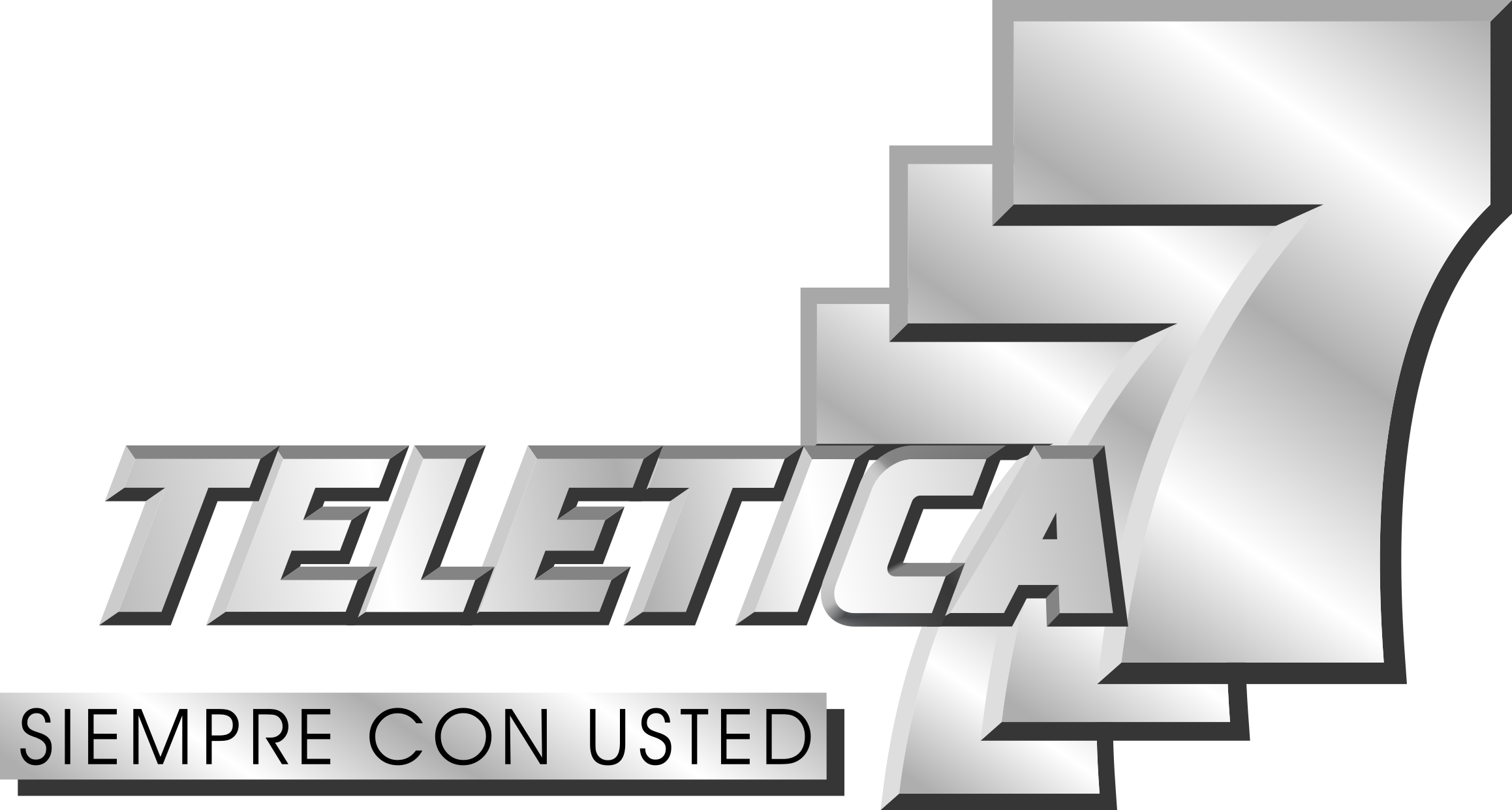
2003-2015: El logo pasa a ser plateado y se agrega el eslogan abajo del nombre.
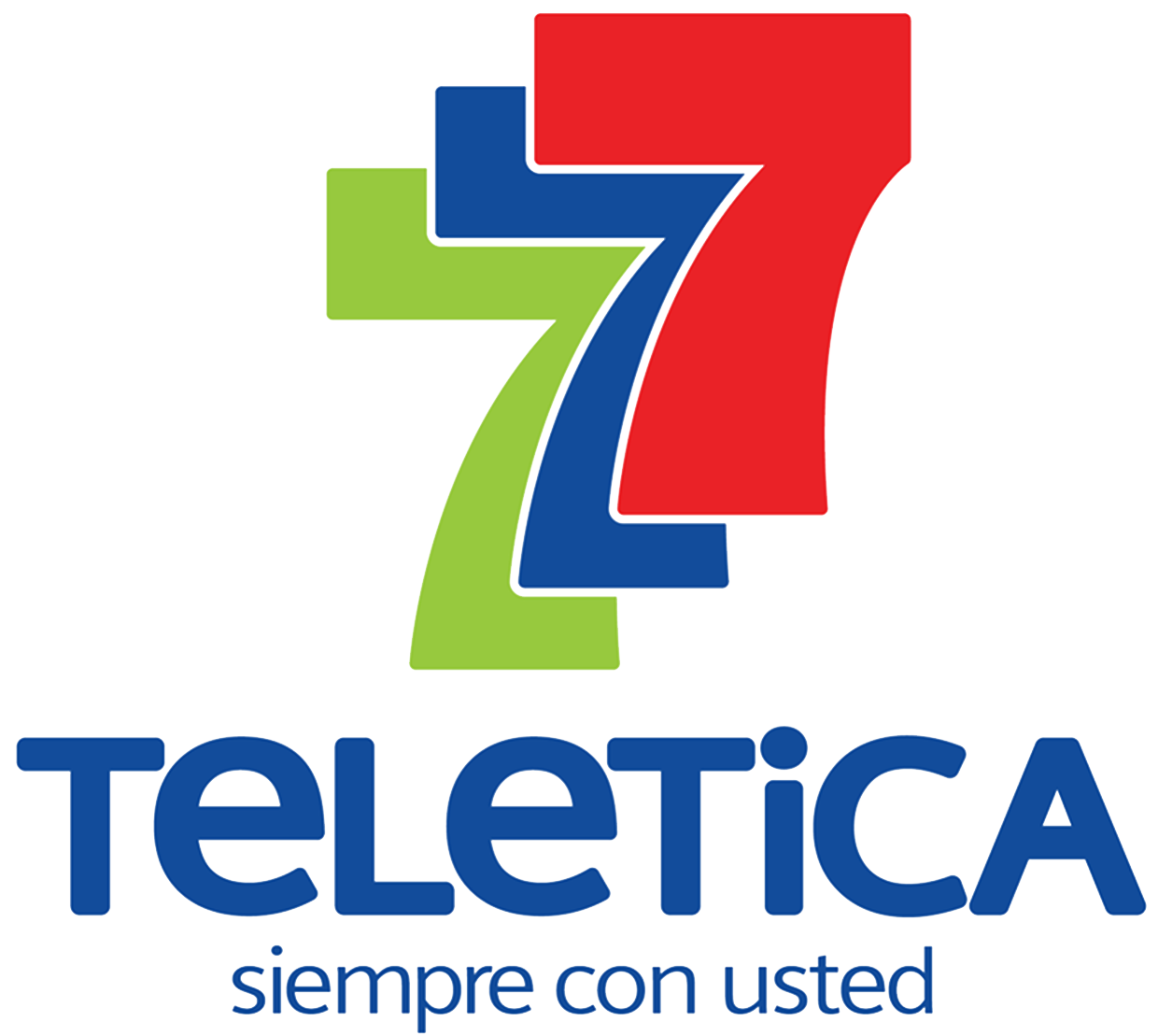
2015-presente: El logo vuelve a tomar los colores que tenia en 1982, además cambia completamente la tipografia y color en las letras).
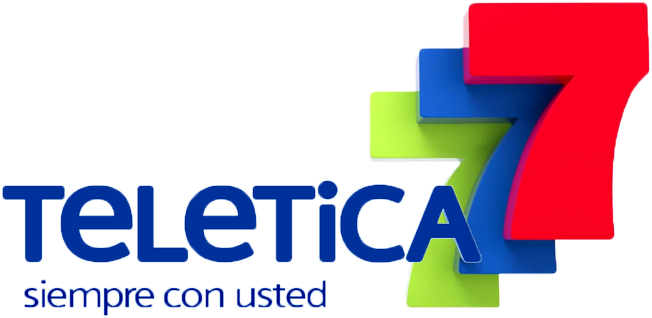
2016-presente: El logo, en sus colores, representan los principales colores primarios, el logo corporativo oficial de la empresa, y además, es la representación corporativa de la empresa más usada para todo su contenido.